# Stående rigg

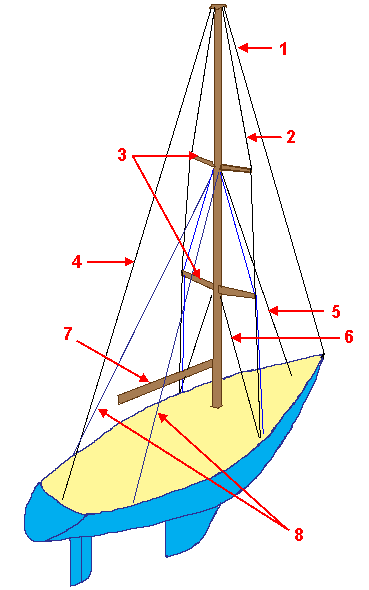
Stående rigg. 1. Förstag eller Fockstag. 2. Vant. 3. Vantspridare. 4. Akterstag. 5. Inre förstag. 6. Sidostag eller Undervant. 7. Bom. 8. Backstag.

Stående rigg är den del av riggen på en segelbåt som är fast och normalt inte förändras under gång, till skillnad från den löpande riggen som under segling används för att manövrera seglen. Den stående riggen består främst av master, bommar, stag och vant. En dirk som från masttoppen bär upp bommens fria ände (saknas på bilden) hör också till den stående riggen. På större segelskepp kan även finnas t.ex. bogspröt och rår.
Stående rigg används också för lastning och lossning, även på maskindrivna fartyg.